# Calydna stolata
Calydna stolata is een vlindersoort uit de familie van de prachtvlinders (Riodinidae), onderfamilie Riodininae.
Calydna stolata werd in 1998 beschreven door Brévignon.